# Georges Dessaigne
 (mai 2018).
Si vous disposez d'ouvrages ou d'articles de référence ou si vous connaissez des sites web de qualité traitant du thème abordé ici, merci de compléter l'article en donnant les références utiles à sa vérifiabilité et en les liant à la section « Notes et références ».
Pour les articles homonymes, voir Dessaigne.
Georges Dessaigne, né le 29 août 1925 au Horps et mort le 21 mai 2018 à Mayenne,, est un homme politique français.

## Biographie
Georges Dessaigne est le fils d'Olympe Dessaigne, un charron-forgeron spécialisé dans les roues de charrette pour l’agriculture. C’est sur les conseils d’un ami, employé de la SDEO (Société de Distribution de l’Électricité de l’Ouest) que son père décide « d’arrondir les fins de mois » en proposant des travaux d’électricité. Il s’agissait, à l’époque, d’installer de simples prises de courant et quelques lampes dans les fermes de la région. 
En 1938, Georges, alors âgé de 13 ans, le rejoint dans l’entreprise pour, deux ans plus tard, gérer entièrement toute la partie électricité. C’est alors que survient la guerre et sa pénurie de matériel. Enfourchant leurs vélos, père et fils n’hésitent pas à aller se ravitailler au Mans, à une distance aller-retour de 150 km. 
C’est en 1948 que Georges s’installe artisan électricien. Véritable autodidacte, il développe petit à petit l’activité, parallèlement aux avancées technologiques. 
En 1956, il passe de la basse à la haute tension, à la suite de la commande d’un transformateur pour le moteur d’une scierie. C’est en se documentant dans les livres qu’il parvient à réaliser celle-ci, agréée par un agent EDF qui le recommandera par la suite à d’autres clients. 
Dans les années 1960, il se lance dans les réseaux aériens. Les premiers poteaux en béton, d’une hauteur de 12 mètres pour un poids pouvant aller jusqu’à 2,5 tonnes, sont alors hissés avec des outils de fortune : une chèvre** construite pour l’occasion et un simple diable pour le transport. 
Parallèlement, Georges vend et répare des appareils ménagers : des fers à repasser, des postes radios mais aussi les premiers frigos puis les premières télévisions. 
Ainsi, petit à petit, l’Entreprise s’agrandit : en 1950, un premier apprenti est embauché puis un second l’année suivante. L’entreprise compte une dizaine d’employés dans les années 1960 et une vingtaine dans les années 1970.

## Mandats et reconnaissance nationale
Mandats locaux
- De 1977 à 1995 : maire du Horps
- De 1982 à 2001 : conseiller général du canton du Horps, mandats durant lesquels il fut notamment vice-président et président de la commission des Affaires sociales
- Président du SIVM du HORPS
- Président du Syndicat Mixte du Renforcement en eau potable du Nord-Mayenne

Mandats parlementaires
- 21 avril 1986 - 31 mai 1988 : Sénateur de la Mayenne
- 19 juin 1995 - 30 juin 1997 : Sénateur de la Mayenne

Reconnaissance nationale
- Chevalier de la Légion d'honneur

- Chevalier de l'Ordre national du Mérite

- Officier des palmes Académiques